# Lillian Hellman
Pour les articles homonymes, voir Hellman.
Lillian Hellman, née le 20 juin 1905 à La Nouvelle-Orléans, en Louisiane, et morte le 30 juin 1984 à Tisbury, Massachusetts, est une dramaturge, scénariste et actrice américaine.

## Biographie
Fille d'un vendeur de chaussures et d'une mère fortunée, elle passe la moitié de chaque année de sa jeunesse chez ses tantes à La Nouvelle Orléans et l'autre moitié à New York. Elle fait des études supérieures à l'Université de New York et s'inscrit également pour quelques cours à l'Université Columbia. Le 31 décembre 1925, elle épouse le dramaturge et agent de presse Arthur Kober. En 1929, elle voyage en Europe et séjourne un temps à Bonn, en Allemagne, pour compléter ses études. Elle fréquente alors un groupe soi-disant socialiste qui se révèle pro-nazi. Cette expérience traumatisante la pousse à retourner en Amérique.
En 1930, elle rédige des résumés de romans pour le studio Metro-Goldwyn-Mayer à Hollywood. C'est là qu'elle rencontre l'écrivain Dashiell Hammett, dont elle tombe amoureuse. Elle divorce peu après et retourne à New York en 1932. Seule la mort de Dashiell Hammett en 1961 mettra un terme à la très longue relation entre Lillian Hellman et l'auteur du Faucon Maltais.
En 1934, elle termine et fait jouer à partir de novembre sur Broadway la pièce Les Innocentes (The Children's Hour) qui traite de fausses accusations de lesbianisme dont sont victimes deux directrices d'école. La pièce obtient un très gros succès et atteint 691 représentations. Hellman signe peu après un lucratif contrat avec un studio d'Hollywood et réécrit sa pièce afin qu'elle puisse devenir, sans tomber sous le couperet de la censure du code Hays, le film Ils étaient trois, réalisé par William Wyler. Elle écrit ensuite le scénario de Rue sans issue (Dead End), film réalisé lui aussi par Wyler, avec Humphrey Bogart.
En parallèle, elle déploie un fort activisme syndical pour faire reconnaître les droits des scénaristes à Hollywood, après avoir remarqué que son nom n'a pas été retenu pour le générique du film Le Cavalier du désert (The Westerner), même si elle en était l'auteur principal. En décembre 1936, Days To Come, sa deuxième pièce sur Broadway, est un cuisant échec. Elle se lance néanmoins à la défense de plusieurs causes politiques, elle lutte auprès d'Ernest Hemingway et Dorothy Parker contre la montée du fascisme en Espagne. Elle devient membre du Parti communiste des États-Unis d'Amérique en 1938, mais le quitte en 1940, n'étant pas à l'aise avec certaines prises de position qu'elle juge excessives. En 1939, elle obtient un autre gros succès sur Broadway avec sa pièce The Little Foxes qui aura 410 représentations. En lutte contre le nazisme, elle prend ce sujet pour centre de sa pièce Watch the Rhine, jouée sur Broadway en 1941 et qui reçoit un excellent accueil public et critique. Avec cette œuvre, elle remporte le New York Drama Critics' Circle Award de la meilleure pièce. Sa carrière de scénariste connaît aussi de prestigieuses reconnaissances avec une première nomination à la 14e cérémonie des Oscars en 1942 pour le scénario adapté de sa pièce The Little Foxes du film La Vipère (The Little Foxes), réalisé par William Wyler. Deux ans plus tard, elle reçoit une seconde nomination à la 16e cérémonie des Oscars pour le scénario original de L'Étoile du Nord (The North Star), un film de Lewis Milestone.
Lillian Hellman devient membre de l'Académie américaine des arts et des lettres en mai 1946. Elle assure elle-même la mise en scène de Another Part of the Forest, pièce où elle reprend les personnages de The Little Foxes, situés plusieurs années plus tôt. L'année suivante, elle refuse un gros contrat de la Columbia Pictures parce qu'une clause restreint sa liberté d'opinion et lui interdit de se joindre à des groupes de pression politiques. Elle est peu après inscrite sur la liste noire du cinéma, mais persiste dans son opposition en publiant un article dans la presse qui ridiculise le House Un-American Activities Committee qui s'occupe des activités antiaméricaines.
Dans les années 1950, elle est une des victimes du maccarthysme, en raison de ses relations avec l'écrivain Dashiell Hammett. Celui-ci, condamné pour avoir refusé à la Commission McCarthy de livrer les noms des souscripteurs de l'association progressiste Civil Rights Congress, dont il était administrateur, ses œuvres ont été jugées « indésirables » et retirées de la plupart des bibliothèques américaines. Lillian Hellman évoque sa relation avec Dashiell Hammett dans un court récit, qui sera utilisé comme préface ou comme postface à divers recueils de nouvelles de « Dash » : Le Grand Braquage, Le Sac de Couffignal et Papier Tue-Mouches (Gallimard, dans la collection Série noire). Lorsque le maccarthysme est abattu, elle peut de nouveau travailler et rédige notamment, d'après le conte de Voltaire, le livret de l'opérette Candide (1957), mis en musique par Leonard Bernstein. Elle connaît un dernier gros succès sur Broadway avec sa pièce Toys in the Attic en 1960. L'année suivante, William Wyler décide de réaliser une seconde version filmée de The Children's Hour, plus fidèle à la pièce originale, mais Hellman laisse à un jeune écrivain le soin d'écrire le scénario : le film La Rumeur (The Children's Hour) obtient un appréciable succès critique, mais est un échec au box-office.
Pendant ses dernières années, Lillian Hellman rédige plusieurs livres de mémoires. Elle meurt d'une crise cardiaque dans sa demeure de l'île de Martha's Vineyard, au Massachusetts, en 1984.

## Œuvre

### Théâtre
- The Children's Hour (1934) Publié en français sous le titre Les Innocentes, Paris, L'Illustration no 788, 1936 : adaptation montée dès avril 1936 au Théâtre des Arts par André Bernheim ; également adaptée au cinéma en 1961 (voir La Rumeur)
- Days To Come (1936)
- The Little Foxes (1939), pièce adaptée au cinéma en 1941 (voir La Vipère)
- Watch on the Rhine (1941), pièce adaptée au cinéma en 1943 (voir Quand le jour viendra)
- The Searching Wind (1944), pièce adaptée au cinéma en 1946 (voir The Searching Wind (en))
- Another Part of the Forest (1946), pièce reprenant les personnages de The Little Foxes situés plusieurs années plus tôt
- Montserrat (1949), adaptation d'une pièce d'Emmanuel Roblès ; adaptée à la télévision américaine en 1954
- The Autumn Garden (1951)
- Candide (1957), livret de l'opérette composée par Leonard Bernstein
- Toys in the Attic (1960), pièce adaptée au cinéma en 1963 (voir Le Tumulte)
- My Mother, My Father and Me (1963)

### Roman
- Maybe: A Story (1980)

### Récits autobiographiques
- An Unfinished Woman: A Memoir (1969) Publié en français sous le titre Une femme inachevée: mémoires, Montréal/Paris, Stanké, 1981
- Pentimento: A Book of Portraits (1973) Publié en français sous le titre Pentimento : Julia, Montréal/Paris, Stanké, 1979
- Scoundel Time (1976)
- Eating Together: Recipes and Recollections, en collaboration avec Peter Feibleman (1984), mémoires et livre de recettes

### Préface
- Préface à The Big Knockover, recueil de nouvelles de Dashiell Hammett (1963) Publié en français sous le titre Le Grand Braquage, Gallimard, Série noire no 1205, 1968

## Filmographie

### comme scénariste
- 1935 : L'Ange des ténèbres (The Dark Angel), de Sidney Franklin
- 1936 : Ils étaient trois (These Three), première adaptation de The Children's Hour fortement modifiée pour répondre aux contraintes de la censure
- 1937 : Rue sans issue (Dead End)
- 1940 : Le Cavalier du désert (The Westerner)
- 1941 : La Vipère (The Little Foxes), d'après sa pièce homonyme
- 1943 : L'Étoile du Nord (The North Star), scénario original
- 1946 : The Searching Wind (en), d'après sa pièce homonyme
- 1954 : Montserrat (TV)
- 1966 : La Poursuite impitoyable (The Chase)

### comme actrice
- 1974 : The Rehearsal

## Récompenses et nominations

### Récompenses
- National Book Award pour Une femme inachevée: mémoires (An Unfinished Woman: A Memoir)

### Nominations
- 1942 : Nomination à l'Oscar du meilleur scénario adapté pour La Vipère (The Little Foxes), film américain réalisé par William Wyler
- 1944 : Nomination à l'Oscar du meilleur scénario original pour L'Étoile du Nord (The North Star), film américain réalisé par Lewis Milestone

### Lillian Hellman au cinéma
Le film Julia, réalisé en 1978 par Fred Zinnemann, est inspiré de Pentimento (1973), œuvre autobiographique de Lillian Hellman, retraçant un épisode de sa vie où était évoquée une grande amitié d'enfance avec une jeune fille d'une famille riche, Julia, qui après ses études de médecine, était partie en Europe lutter contre le nazisme et lui avait demandé de l'aider en prenant un risque d'aller à Berlin sous le joug nazi pour la rencontrer. Ce film montre également ses relations avec l'écrivain Dashiell Hammett.

## Sources
- Jackson R. Bryer, Conversations with Lillian Hellman, University Press of Mississippi, 1986 (recueil de 27 interviews parues entre 1936 et 1981)
- Peter Feibleman, Lilly: Reminiscences of Lillian Hellman, New York, Morrow, 1988
- Rosemary Mahoney, A Likely Story: One Summer With Lillian Hellman, New York, Doubleday, 1998
- Richard Moody, Lillian Hellman: Playwright, New York, Pegasus, 1972
- Carl E. Rollyson, Lillian Hellman: Her Legend and Her Legacy, New York, St. Martin's Press, 1988
- William Wright, Lillian Hellman: The Image, the Woman, New York, Simon and Schuster, 1986